# Sean Cw Johnson
Sean Cw Johnson, właśc. Sean Charles Wesley Robert Johnson (ur. 30 grudnia 1978 w Sarasocie) – amerykański aktor filmowy i telewizyjny, najlepiej znany jako Carter Grayson, Czerwony Lightspeed Ranger, z ósmego sezonu serialu dla dzieci i młodzieży FOX Power Rangers Lightspeed Rescue.

## Życiorys
Urodził się w Sarasocie na Florydzie. Dzieciństwo spędził w Sarasocie i Venice na Florydzie. Studiował psychologię, filozofię i teatr w Rollins College w Winter Park na Florydzie.
W 1992 debiutował jako aktor głosowy (Fujimasa / dodatkowe głosy – OVA 3) w angielskiej wersji językowej serialu OVA Tenchi Muyô!. Potem wystąpił gościnnie w takich serialach telewizyjnych jak Jezioro marzeń, Sabrina, nastoletnia czarownica czy Bezpieczna przystań.
W 2000 wsławił się rolą Cartera Graysona, Czerwonego Lightspeed Rangera, w serialu fantasy stacji FOX Power Rangers Lightspeed Rescue. Później użyczył głosu Conwingowi w jednym z odcinków serialu Power Rangers Time Force. W 2002 w dreszczowcu Morderstwo w sieci wcielił się w postać Matta, niezrównoważonego psychicznie uczestnika reality show.
Nie jest spokrewniony z Amy Jo Johnson, odtwórczynią roli Kimberly Hart w serialu Mighty Morphin Power Rangers.
Ma 188 cm wzrostu.

## Filmografia

### Filmy fabularne
- 1999: Na zawsze moja (Forever Mine) jako Randy
- 2002: Morderstwo w sieci (My Little Eye) jako Matt

### Seriale telewizyjne
- 1998: Jezioro marzeń jako Brett
- 1999: Bezpieczna przystań jako Pete
- 2000: Power Rangers Lightspeed Rescue jako Carter Grayson/Czerwony Lightspeed Ranger
- 2001: Power Rangers Time Force jako Carter Grayson/Czerwony Lightspeed Ranger
- 2002: Siódme niebo jako Doug
- 2002: Sabrina, nastoletnia czarownica jako dostawca
- 2002: Power Rangers Wild Force jako Carter Grayson/Czerwony Lightspeed Ranger
- 2004: JAG – Wojskowe Biuro Śledcze jako PFC Harry Cartwright
- 2004: CSI: Kryminalne zagadki Miami jako Justin
- 2005: Life on a Stick jako Evan
- 2005: Las Vegas jako Seth
- 2014: Power Rangers Megaforce jako Carter Grayson/Czerwony Lightspeed Ranger

### Głosy
- 2001: Power Rangers Time Force jako Conwing (odc. Quantum Secrets)